# Криворожский историко-краеведческий музей
Криворожский историко-краеведческий музей — городской музей в Кривом Роге. Освещает историю Криворожья от каменного века до современности.

## Характеристика
Музей основан в 1960 году, открыт для посетителей в 1968 году. Экспозиция составляет 1100 м², фонды — около 115 570 музейных предметов, из них 60 285 основного фонда: природные и археологические коллекции, этнографические и нумизматические материалы, произведения изобразительного и народно-прикладного искусства, фото и документальные источники по истории Криворожья XIX—XX столетий.
Находится в подчинении Криворожского городского отдела культуры. Музей является культурно-образовательным и научным центром Кривого Рога.
Ежегодно музей посещает около 40—50 тысяч человек.
Музей организует исторические и искусствоведческие выставки. Научные работники участвуют в городских, областных и общеукраинских научно-практических конференциях.

### Филиалы
В 1970 году открыт филиал в Весёлых Тернах в отдельном помещении площадью 628 м². В экспозиции и фондах находится 5000 музейных предметов: этнографические материалы, фотографические и документальные источники, освещающие историю посёлка с древнейших времён до современности.
На правах филиала действует музей-квартира заслуженного художника Украины Григория Синицы.
Открыта 3D-видеогалерея на Соцгороде.

### Директора
- Ракитин, Яков Григорьевич (1963—1978);
- Петрова Наталья Александровна;
- Шаповалова Людмила Константиновна
- Писная Нина Борисовна;
- Чирка Леся Николаевна;
- Зиновьева Ирина Юрьевна (с 2011);
- Горбань Светлана Александровна ;
- Мельник Александр Александрович (Действующий).